# Zanthoxylum gilletii
Zanthoxylum gilletii là một loài thực vật có hoa trong họ Cửu lý hương. Loài này được (De Wild.) P.G.Waterman miêu tả khoa học đầu tiên năm 1975.